# Liubu
Liubu (kinesiska: 柳堡镇, 柳堡) är en köping i Kina. Den ligger i provinsen Shandong, i den östra delen av landet, omkring 160 kilometer nordost om provinshuvudstaden Jinan. Antalet invånare är 30 119. Befolkningen består av 14 705 kvinnor och 15 414 män. Barn under 15 år utgör 17,0 %, vuxna 15-64 år 72 %, och äldre över 65 år 10,0 %.
Genomsnittlig årsnederbörd är 702 millimeter. Den regnigaste månaden är juli, med i genomsnitt 264 mm nederbörd, och den torraste är mars, med 5 mm nederbörd.